# Icarus EP
Icarus EP è il primo EP del gruppo musicale statunitense Periphery, pubblicato il 19 aprile 2011 dalla Sumerian Records.

## Descrizione
L'EP contiene tre remix del brano Icarus Lives! e uno di Jetpacks Was Yes!, le cui versioni originarie sono tratte dal primo album Periphery. L'edizione fisica dell'EP contiene inoltre un DVD con il videoclip di Icarus Lives! e il relativo dietro le quinte più il video Jetpacks Was Yes!.

## Tracce
1. New Groove – 1:44
2. Frak the Gods – 3:31
3. Jetpacks Was Yes! (v2.0) – 4:24
4. Icarus Lives! – 3:13
5. Icarus Lives! (Bulbous Remix) – 3:46
6. Icarus Lives! (Zedd Remix) – 4:55
7. Icarus Lives! (Petey G Remix) – 3:46
8. Captain On – 3:11
9. Eureka – 5:16

DVD bonus nell'edizione fisica
1. Icarus Lives (Music Video)
2. Behind the Scenes Making of the Icarus Lives Music Video
3. Jetpacks Was Yes (Music Video)

## Formazione
- Spencer Sotelo – voce
- Misha "Bulb" Mansoor – chitarra
- Alex Bois – chitarra
- Jake Bowen – chitarra
- Tom Murphy – basso
- Matt Halpern – batteria

## Classifiche
| Classifica (2011)         | Posizione massima |
| ------------------------- | ----------------- |
| Stati Uniti (heatseekers) | 11                |
| Stati Uniti (hard rock)   | 23                |